# 種族歧視

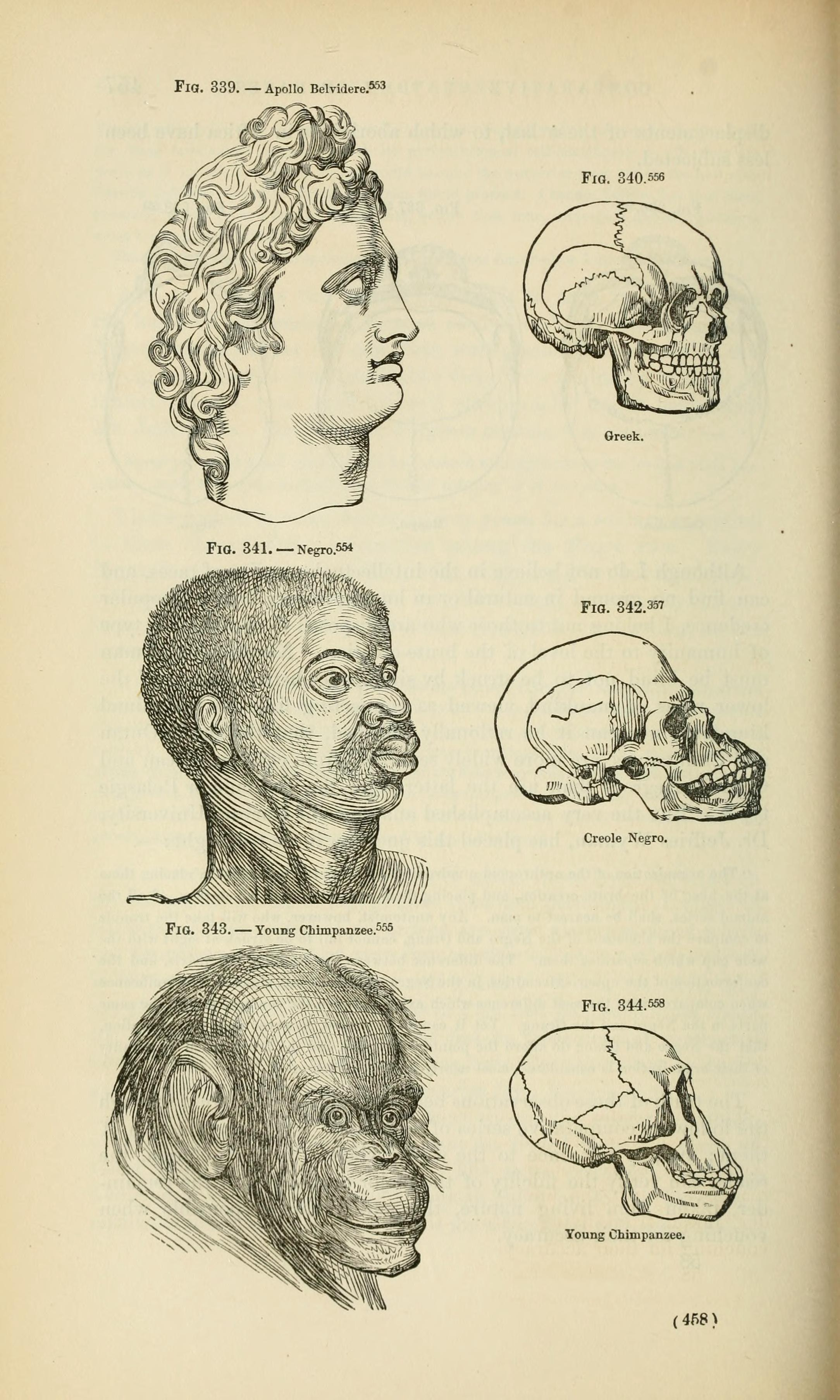
1868年一張帶有種族歧視意涵的人種示意圖，其中指出黑人的智力水平介於白人和黑猩猩之間。

種族歧視（英語：racial discrimination）是因為膚色、人種或是其他種族原因有關的歧視。受到歧視的人可能會被他人拒絕作生意、拒絕社交互動或分享資源。政府也可能進行種族歧視，可能是不成文的，也可能是在法律上明文規定的（例如种族隔离的政策），也有可能是法律執行不力或不公平的資源分配。有些司法管轄區有反歧視法，禁止政府或個人因為種族（或其他因素）歧視他人。有些政府或是法律會用肯定性行动試圖補償或克服種族歧視造成的影響。有時只是強化一些代表性不足族群的招募工作，有時則是用種族配額，有專門針對特定族群的名額。有些人反對後者的補償方式，認為是逆向歧視，歧視了在社會上佔大多數的族群。

## 延伸閱讀
- Arrow, Kenneth J. . The Journal of Economic Perspectives. Spring 1998, 12 (2): 91–100. JSTOR 2646963. doi:10.1257/jep.12.2.91 .
- The UNO has outrightly condemned the South African policy of Racial Discrimination